# Sandalo

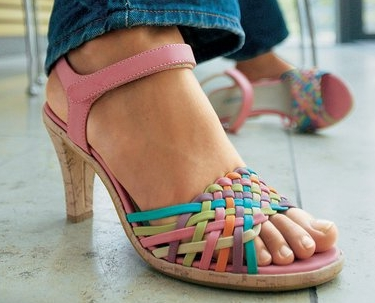
Sandali femminili con tacco

Il sandalo è una calzatura aperta. Lascia il piede in gran parte scoperto e permette quindi un eccellente ricambio d'aria evitando la sudorazione dei piedi. Il sandalo viene considerata una scarpa aperta, anche se solo sulla punta o sul tallone.

## Struttura

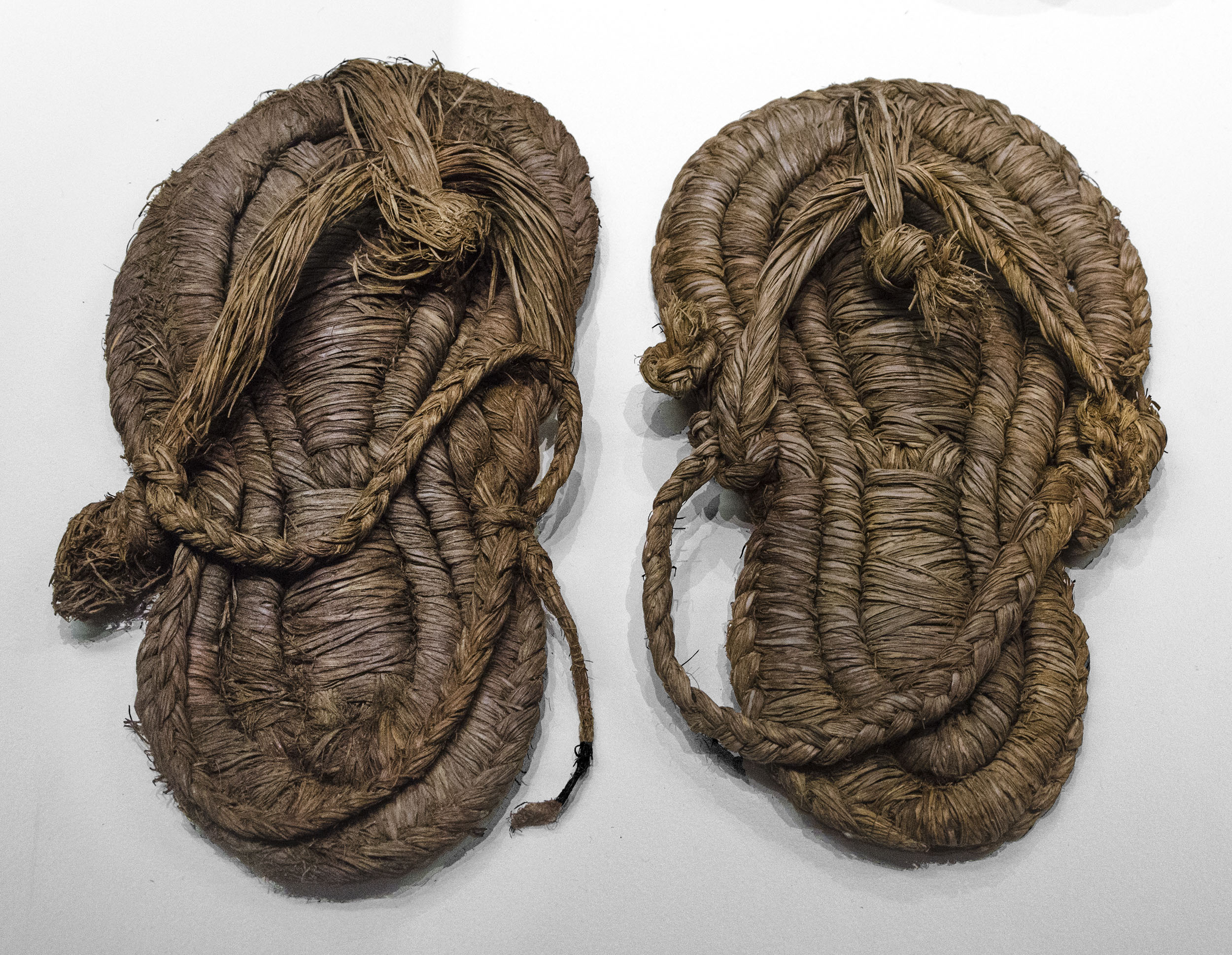
Sandali di sparto del VI o V millennio a.C. trovati a Albuñol (Spagna).

Sandali in cuoio risalenti all'Antico Regno trovati a Gebelein (Egitto).

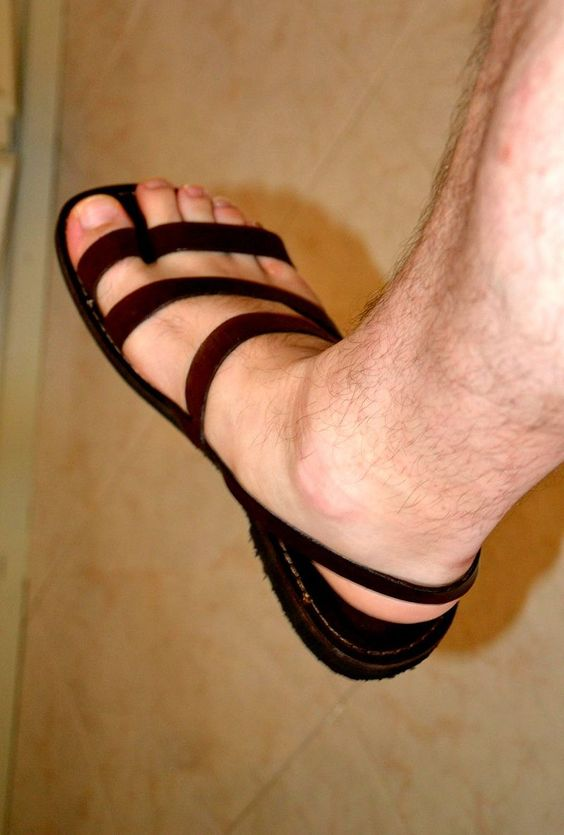
Sandali greci maschili.

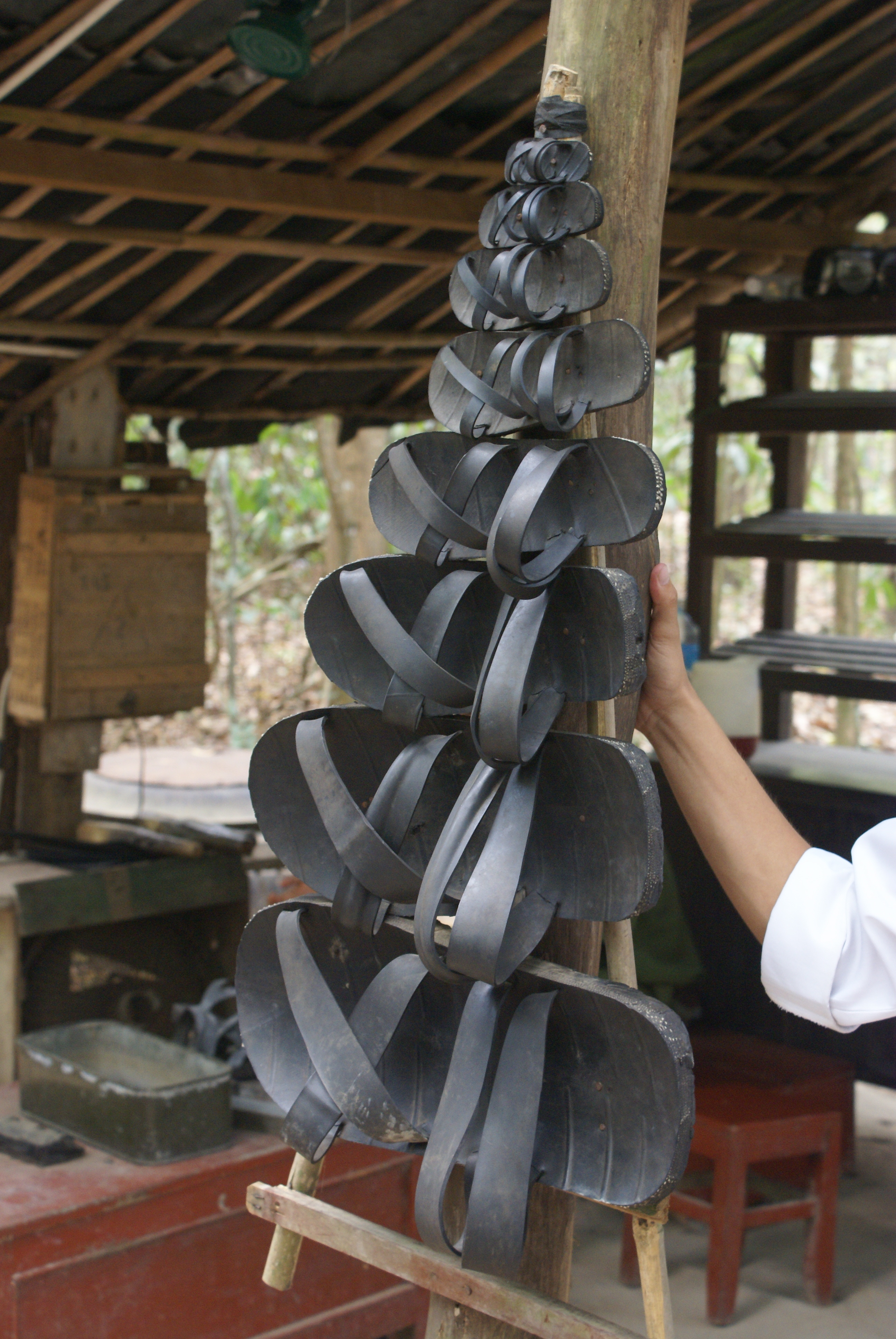
Sandali fatti con copertoni.

I sandali sono formati da una suola e da lacci o strisce che servono a tenerli fermi intorno al piede. La suola può essere di diversi materiali: cuoio, gomma, fibre intrecciate come paglia o rafia, materie plastiche. I lacci sono pezzi sagomati o strisce di tessuto, pelle, fibre, gomma o plastica; avvolgono la parte superiore del piede e quella posteriore della caviglia. I sandali infradito vengono tenuti fermi da un laccio che passa tra l'alluce e il secondo dito del piede e che si divide, andando a riattaccarsi alla suola ai suoi lati, formando una sorta di Y.
La chiusura si può ottenere con l'annodatura dei lacci o con mezzi più tecnologici come velcro, fibbie, bottoni e automatici.
I sandali femminili possono essere dotati di tacco e plateau anche molto alti, con colori appariscenti e decorazioni applicate; da calzatura pratica diventano accessori di moda.
Calzatura economica e di facile costruzione, i sandali sono molto diffusi nel terzo mondo, nei paesi di clima caldo o nei periodi caldi.
In alcuni paesi, per esempio in Perù, i sandali sono costruiti con i copertoni usati di auto; alla suola tagliata dal copertone si uniscono con chiodini quattro strisce intrecciate per la tomaia e una posteriore per fermarli alla caviglia. Quelli femminili vengono ornati con dischetti di plastica colorata fermati da un rivetto. Le incisioni praticate sotto la suola e il materiale indistruttibile ne fanno un ottimo strumento per arrampicarsi sulle Ande.
In alcuni luoghi sacri si trovano incisioni su pietra che rappresentano il "sandalo del pellegrino", ad esempio a Matera  e nell'Abbazia di San Pietro a San Bonifacio in provincia di Verona.

## Varianti
Tra i molti tipi di sandali ci sono:
- Sandali a piedi nudi: il termine è improprio perché si tratta di cinghie o gioielli, come cavigliere e anelli per le dita dei piedi, che non hanno suola
- Calighe: classica calzatura militare dell'antica Roma con suola pesante usati come sandali per la marcia; indossato da tutti ranghi incluso il centurione
- Zoccoli: sandali pesanti con una spessa suola tipicamente di legno
- Sandali dei pescatori: come gli occhi di bue in origine per uomini e ragazzi. Le dita sono racchiuse da una serie di fasce di pelle intrecciate longitudinalmente con la cinghia centrale che si trova lungo il collo del piede.  Una cinghia trasversale regolabile o barra è fissata con una fibbia. Il tallone può essere completamente chiuso o allacciato da una singola cinghia unita a croce. Lo stile sembra abbia avuto origine in Francia
- Geta: classica calzatura giapponese con suola in legno tradizionalmente di cryptomeria rialzata da due tasselli, tenuta sul piede con una stringa che divide l'alluce dalle altre dita del piede
- Sandali greci: calzatura tipica della Grecia e del Salento con una suola (generalmente piatta o bassa) fasciata al piede da cinghie intrecciate che attraversano le dita dei piedi e collo del piede, con chiusura intorno alla caviglia. Uno stile simile è talvolta chiamato sandalo gladiatore
- Sandali con tacco: calzatura con plateau e tacchi alti
- Sandali fatti con copertoni o Ho Chi Minh sandal: sandali realizzati e indossati in molti paesi e noti negli Stati Uniti come calzature indossate dalla gente rurale dell'Indocina durante la guerra del Vietnam, da cui deriva il nome
- Huaraches: sandalo piatto messicano in origine realizzato in gomma riciclata usata per strisce minimali
- Sandali di plastica trasparente o Jelly sandals: simili ai sandali dei pescatori ma in PVC e inventati nel 1946 dal francese Jean Dauphant in risposta alla carenza di cuoio nel dopoguerra
- Jipsin: sandalo tradizionale coreano fatto di paglia
- Patten: zoccoli tradizionali medioevali di grandi dimensioni con suola di legno e congegno di metallo che serviva per elevare il piede e aumentare l'altezza camminando sul fango
- Paduka: calzatura tradizionali indiana composta da una suola e un piccolo montante con pomello che si infila tra l'alluce e il secondo dito
- Sandali romani: calzatura tenuta al piede da una tomaia composta da una serie di cinghie equidistanti e inarcate
- Sandali acqua salata o Saltwater sandals: calzatura piatta sviluppata negli anni 1940 per far fronte a carenze di cuoio in tempo di guerra, in primo luogo indossata dai bambini
- Occhi di bue: sandali soprattutto per i bambini, con punta e tallone chiuso
- Zōri: sandali giapponesi di cuoio
- Sandali alla schiava: Sandali bassi alla schiava con o senza tacco.

## Codice della strada
Nel codice della strada precedente a quello in vigore dal 1992 era proibita la guida con calzature non allacciate dietro la caviglia; era vietata la guida con le ciabatte ma non la guida con i sandali. Tale divieto oggi non esiste, rimanendo però l'obbligo di porsi in condizioni di sicurezza prima di mettersi alla guida.